# Cita Potokar
Cita Potokar, slovenska slikarka in ilustratorka, * 28. november 1915, Dragatuš, † 28. november 1993, Ljubljana.
Cita Potokar je najbolj poznana po ilustracijah knjig za otroke. Motiv za najbolj priznana dela je črpala iz svojih izkušenj v Osvobodilni fronti. Leta 1962 je prejela Levstikovo nagrado za ilustracije v knjigi Branke Jurca Lizike za vse.

## Ilustrirana dela
- Jože Šmit: Kaj nam je popisal Jakec (1953)
- Vera Albreht: Vesela abeceda (1955)
- Branka Jurca: Bratec in sestrica (1956)
- Branka Jurca: Okoli in okoli (1960)
- Zofka Kveder: Veliki in mali ljudje (1960)
- Branka Jurca: Lizike za vse (1965)
- Lojze Zupanc: Sto belokranjskih (1965)
- Branka Jurca: Marjanka Vseznalka (1966)